# Hansom Books
Hansom Libros era una editorial británica fundada en 1950 por Philip Dosse para editar la revista Dance and Dancers. Junto con revistas de formato similar  fundadas para cubrir otras artes, fue parte del Grupo de las Siete Artes.  Los otros títulos fueron Art and Artists, Books and Bookmen, Films and Filming, Music and Musicians, Plays and Players y Records and Recording.
El grupo se fue a la bancarrota en 1980 y más tarde Dosse se suicidó. Las publicaciones fueron vendidas, pero todavía hay alguna publicación que continúa.